# Hyalonema somalicum
Hyalonema somalicum är en svampdjursart som beskrevs av Schulze 1904. Hyalonema somalicum ingår i släktet Hyalonema och familjen Hyalonematidae. Inga underarter finns listade i Catalogue of Life.